# Monostichella coryli
Monostichella coryli är en svampart som först beskrevs av Roberge ex Desm., och fick sitt nu gällande namn av Franz Xaver von Höhnel 1916. Monostichella coryli ingår i släktet Monostichella, ordningen disksvampar, klassen Leotiomycetes, divisionen sporsäcksvampar och riket svampar.   Inga underarter finns listade i Catalogue of Life.